# 武州公秘話
『武州公秘話』（ぶしゅうこうひわ）は、谷崎潤一郎の小説である。
博文館の雑誌『新青年』に、1931年10月号から1932年11月号まで連載された。当初は1年間の連載の予定であったが、予定期間を過ぎても完結しなかったため、第12回で中断された。谷崎は『新青年』1933年2月号で続篇の執筆を予告したが、結局、執筆されずに終わっている。その後、加筆修正を経て、1935年10月に中央公論社より刊行された。単行本には「摂陽漁夫」（谷崎自身の号）による漢文の「武州公秘話序」と、正宗白鳥による跋がつけられている。
戦国時代に舞台をとって、奇矯な行動をとった一人の武士の生き方を描いている。

## あらすじ
桐生武蔵守輝勝は、法師丸と呼ばれていた元服前、筑摩氏の居城、牡鹿城に人質となっていた。牡鹿城は薬師寺家の軍勢に攻められたが、法師丸は戦場に出ることは許されていなかった。そんなある日、法師丸は城中の老女の手引きで、討ち取った敵の首を綺麗にする作業を見学する。その中で彼の目を引いたのは、鼻を削ぎ落した首だった。法師丸はそれに刺激を受け、ある晩、城を抜け出し敵の本陣にもぐりこみ、大将薬師寺政高の首をとり、鼻を削ぎ落すことに成功する。薬師寺勢は病と称して陣を引き、牡鹿城は平和を取りもどす。ところが、筑摩氏の若殿、則重が薬師寺家の娘、桔梗の方と婚儀を結んでから、則重は鼻を狙われるようになる。その原因が自分にあると察した法師丸改め輝勝は、桔梗の方の望みを達すべく陰謀をはかるのであった。

## 評価
中公文庫（1984年刊）の「解説」で、佐伯彰一はこの作品の〈語り〉を、アルフレッド・ヒチコックと比較している。